# Isa (władca turecki)

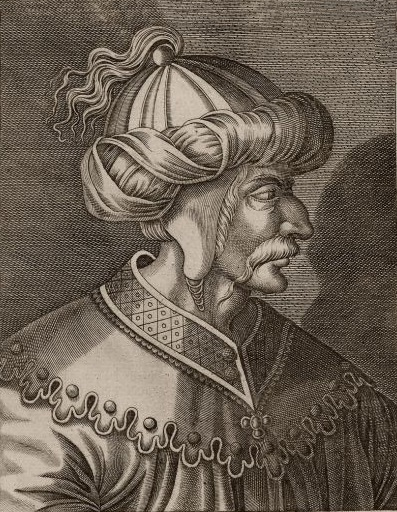
Isa, wizerunek z XVII w.

Isa, tur. İsa Çelebi (zm. ok. 1405) – władca turecki w Bursie w latach 1402–1403.
Isa był jednym z synów sułtana Bajazyda I Błyskawicy, którzy po klęsce ojca w bitwie pod Ankarą i jego uwięzieniu (1402), a wkrótce potem śmierci w niewoli, stoczyli dziesięcioletnią walkę o władzę w imperium osmańskim.
Isa, po klęsce pod Ankarą, ze wsparciem Tamerlana zdołał objąć władzę (jako emir) w zachodniej części Anatolii z Bursą. Nie utrzymał się jednak tam długo – jego młodszy brat Musa, wypuszczony z niewoli u Timura i złożywszy w Bursie ciało ojca, wstąpił na służbę u kolejnego z braci, Mehmeda i w jego imieniu zdobył Bursę. Isa musiał uciekać do Rumelii, gdzie władzę sprawował najstarszy z braci, Sulejman. Ten ostatni wysłał Isę ponownie do Anatolii z zadaniem zdobycia Bursy. Isa jednak nie zdołał tego dokonać i sam zginął.